# Hylaeus bifasciatus
Hylaeus bifasciatus är en biart som först beskrevs av Louis Jurine 1807.
Hylaeus bifasciatus ingår i släktet citronbin och familjen korttungebin. Inga underarter finns listade i Catalogue of Life.